# Folclor cuzqueño
El folclor cuzqueño (Perú) es muy rico y variado a lo largo del año. Exhibe tradiciones, costumbres, vestimenta, comidas y bebidas típicas de la cultura de los Andes peruanos. 

## Calendario
- Agosto, mes en que según las creencias de los campesinos quechuas, la tierra o pachamama despierta tras un largo descanso, podría ser considerado el inicio del año en los Andes. Y casi tan importante como "pagar" (pagapa en quechua)) a la tierra es estar pendiente del cielo, pues, según otra creencia, la de las cabañuelas, las pequeñas lloviznas que deben darse los primeros días del mes presagian lluvias abundantes entre noviembre y abril, tan indispensables para que las cosechas sean buenas.

- En septiembre, en la provincia Paruro, la fiesta de la Natividad de la Virgen se celebra con corrida de toros.

En ocasiones especiales tiene lugar todavía el yawar fiesta, esa corrida en la que el toro lleva a la espalda un cóndor, ave que es considerada sagrada y que como tal es despedida al finalizar la fiesta. Las corridas de toros son muy populares, asimismo, en la provincia de Chumbivilcas.
- Una celebración importante, sobre todo en las zonas rurales, es la de Todos los Santos, el 1 y el 2 de noviembre de cada año. Ésta es la ocasión en que los cusqueños se vuelcan a los cementerios para recordar a sus difuntos, a los que agasajan con las comidas y bebidas que éstos preferían en vida. Se hace esto porque existe la creencia de que las almas de los muertos brindan protección y ayuda a los vivos y hacen de intermediarias entre estos y Dios. Como se ve, se trata de un verdadero culto a los muertos que se remonta a creencias prehispánicas que no han perdido vigencia.

## Costumbres
En las ciudades, no hay casa en la que falten las muñecas (wawas en quechua) y caballitos de pan. Una costumbre ciudadana también son los "bautizos" de wawas una fiesta en la que se parodia el sacramento cristiano y en la que cura, sacristán, padres y padrinos compiten en ingenio, por lo general con bromas de doble sentido y muy subidas de tono, para hacer reír a los presentes antes de que todos "se coman" al o a la "bautizada", como preludio del baile y la bebida.
Otra peculiar costumbre cusqueña, y en general andina, es el bautizo, el primer corte de pelo o Chukcha rutuy, en quechua. La ceremonia se realiza por lo general cuando el niño o niña tienen entre tres a cinco años de edad y consiste en que los padrinos, familiares e invitados van cortando mechones de pelo y regalándole al "bautizado" algo de dinero por cada mechón. En el campo, los padrinos suelen regalar llamas u ovejas, y estos animales los recibe años después el varón o mujer cuando se independiza de sus padres.

## Ritos
En enero, el 1 y el 20, en las alturas de la provincia de Canas, tiene lugar un enfrentamiento ritual conocido con el nombre de warakanaky, que significa "darse de hondazos". La batalla ocurre en varios lugares, uno de los más conocidos son las faldas de una montaña llamada Chiaraqe. Los pobladores de Checa, en efecto, libran una batalla campal con hondas y huaracas contra sus vecinos de Quehue, Langui y Layo, y el saldo suelen ser varios heridos, y en ocasiones hasta algún muerto. Esta pelea forma parte de un conjunto de enfrentamientos rituales y sociales generalizados en el sur peruano y en el noroeste de Bolivia: el takanakuy de Navidad en Chumbivilcas, los enfrentamientos en Tocto y Wawanaqi durante los carnavales, en Canas, y otras.

## Carnavales
Las fiestas de compadres y comadres son la que singularizan los Carnavales cusqueños. Durante la primera, dos jueves antes del domingo de carnaval, las mujeres visitan y agasajan a sus compadres, pero también se burlan de ellos colgando en las calles muñecos de trapo de tamaño natural. Los hombres hacen lo mismo con sus comadres el jueves siguiente. El plato que acompaña estas fiestas carnavaleñas, es el timpu o puchero, muy parecido al sancochado de la costa.

## Fiesta del ganado
El ciclo anual se cierra con San Juan, el 24 de junio, fiesta del ganado, sobre todo lanar. En muchas zonas rurales, la víspera se encienden fogatas y se hace el "oveja velakuy", es decir, se vela a las ovejas, bailando y festejando alrededor de los corrales. Y el mismo 24, se realizan misas para bendecir al ganado.